# Peter Urminský
Peter Urminský (* 24. Mai 1999) ist ein slowakischer Fußballtorhüter, der beim FC St. Mirren in der Scottish Premiership unter Vertrag steht.

## Karriere

### Verein
Peter Urminský begann seine Karriere als Jugendspieler bei Spartak Trnava. Ab 2018 stand er im Kader der ersten Mannschaft in der Fortuna liga. Im Februar 2019 wechselte er auf Leihbasis bis zum Saisonende zum FK AS Trenčín. Für beide Vereine aus der Slowakei blieb er ohne Ligaeinsatz.
Im Januar 2020 unterschrieb der 20-jährige Torhüter einen Vertrag beim schottischen Verein FC St. Mirren. Bei dem Verein aus Paisley war er in den Spielzeiten 2020/21 und 2021/22 hinter Jak Alnwick Ersatztorhüter. Im Februar 2021 wechselte er mit einer 7-Tage-Notleihe zu Ayr United. Die Leihe wurde später bis zum Saisonende verlängert. Für den schottischen Zweitligisten absolvierte er lediglich ein Ligaspiel gegen den FC Arbroath. Nach der Leihe verlängerte Urminský seinen Vertrag bei St. Mirren bis 2022. Im Januar 2022 wechselte er auf Leihbasis zum Viertligisten FC Stenhousemuir. Nach 10 Ligaspielen kehrte er im Sommer 2022 zurück zum Erstligisten. In der Saison 2022/23 war er zweiter Torhüter hinter dem nordirischen Nationalspieler Trevor Carson. Sein Debüt für St. Mirren gab er erst im Juli 2022 während der Gruppenphase des schottischen Ligapokals, nachdem sich Stammtorwart Trevor Carson verletzt hatte. Im Januar 2023 verlängerte er seinen Vertrag bis 2024. Am letzten Spieltag der Saison 2022/23 gab er sein Ligadebüt, als er gegen die Glasgow Rangers bei einer 0:3-Niederlage im Tor stand. Als Ersatztorhüter von Zach Hemming in der folgenden Spielzeit verlängerte Urminský im November 2023 seinen Vertrag bis 2026.

### Nationalmannschaft
Peter Urminský absolvierte im Jahr 2016 und 2017 insgesamt drei Spiele in der Slowakischen U18-Nationalmannschaft. 2017 kam er in einem Spiel für die U19 gegen Griechenland zum Einsatz.